# Planes (Colin Blunstone)
| Recensione | Giudizio |
| ---------- | -------- |
| AllMusic   | [ 1 ]    |

Planes è il quarto album discografico solistico del cantante inglese Colin Blunstone, pubblicato dalla casa discografica Epic Records nel 1976.

## Tracce
Lato A
1. Beautiful You – 3:18 (Neil Sedaka, Phil Cody)
2. Planes – 4:06 (Bernie Taupin, Elton John)
3. Since I've Been Loving You – 4:38 (Colin Blunstone)
4. Ain't It Funny – 2:54 (Colin Blunstone, Richard Kerr)
5. Only with You – 3:37 (Dennis Wilson, Mike Love)
6. I Can Almost See the Light – 4:00 (Tim Moore)

Lato B
1. Good Guys Don't Always Win – 3:47 (Colin Blunstone, Richard Kerr)
2. Loving and Free – 4:03 (Kiki Dee)
3. Dancing in the Dark – 2:04 (Colin Blunstone)
4. It's Hard to Say Goodbye – 3:18 (Colin Blunstone)
5. (Care Of) Cell 44 – 3:23 (Rod Argent)
6. Tell Me How – 2:11 (Charles Hardin, Jerry Allison, Norman Petty)

## Musicisti
Beautiful You
- Colin Blunstone - voce, armonie vocali
- Pete Wingfield - pianoforte
- Paul Keogh - chitarra elettrica, chitarra acustica
- B.J. Cole - chitarra steel
- Lyle Harper - basso
- Dave Mattacks - batteria
- Ray Cooper - tamburello, cow bell
- The Gonzales Horns - strumenti a fiato
- Gus Dudgeon - arrangiamenti
- Rod Argent - armonie vocali
- Russ Ballard - armonie vocali

Planes
- Colin Blunstone - voce, armonie vocali
- Peter Wingfield - pianoforte elettrico
- Paul Keogh - chitarra
- Hugh Burns - chitarra
- Lyle Harper - basso
- Barry Morgan - batteria
- Gus Dudgeon - tambourine
- Rod Argent - sintetizzatore, armonie vocali
- Del Newman - conduttore orchestra, arrangiamenti

Since I've Been Loving You
- Colin Blunstone - voce, chitarra acustica, armonie vocali
- Rod Argent - pianoforte, armonie vocali
- Paul Keogh - chitarra acustica, chitarra elettrica
- Lyle Harper - basso
- Dave Mattacks - batteria
- Gus Dudgeon - tambourine
- Marquettes - hand claps (battito delle mani)
- John Verity - armonie vocali

Ain't It Funny
- Colin Blunstone - voce, armonie vocali
- Richard Kerr - pianoforte
- Richard Hawson - conduttore orchestra, arrangiamento
- Russ Ballard - armonie vocali
- Rod Argent - armonie vocali

Only with You
- Colin Blunstone - voce
- Paul Buckmaster - conduttore musicale
- Rod Argent - pianoforte, virginale, armonie vocali
- Paul Keogh - chitarra acustica, chitarra leslie
- Freddie Gandy - basso
- Roger Pope - batteria
- Gus Dudgeon - shaker
- John Verity - armonie vocali
- Richard Hewson - arrangiamento strumenti ad arco

I Can Almost See the Light
- Colin Blunstone - voce
- Tom Barlage - flauto (solo)
- Pete Wingfield - pianoforte
- Paul Keogh - chitarra
- Dave Markee - basso
- Dave Mattacks - batteria
- Gonzales Horn Section - strumenti a fiato
- Gus Dudgeon - arrangiamenti
- Rod Argent - armonie vocali
- Russ Ballard - armonie vocali

Good Guys Don't Always Win
- Colin Blunstone - voce, armonie vocali, hand claps (battito delle mani)
- Rod Argent - pianoforte, armonie vocali
- Paul Keogh - chitarre elettriche
- Freddie Gandy - basso
- Roger Pope - batteria
- Russ Ballard - armonie vocali
- Gus Dudgeon - hand claps (battito delle mani), tambourine
- Mark Chapman - hand claps (battito delle mani)

Loving and Free
- Colin Blunstone - voce
- Mike Moran - pianoforte acustico
- Pete Wingfield - pianoforte elettrico
- Paul Keogh - chitarra acustica
- Hugh Burns - chitarra acustica
- B.J. Cole - chitarra steel
- Lyle Harper - basso
- Dave Mattacks - batteria
- Ray Cooper - congas
- Pete Wingfield - melodica
- Del Newman - arrangiamento strumenti ad arco, conduttore musicale

Dancing in the Dark
- Colin Blunstone - voce, chitarra
- Rod Argent - pianoforte

It's Hard to Say Goodbye
- Colin Blunstone - voce, chitarra acustica
- Paul Keogh - chitarra acustica
- Rod Argent - virginale, sintetizzatore, armonie vocali
- Lyle Harper - basso
- Dave Mattacks - batteria

(Care Of) Cell 44
- Colin Blunstone - voce
- Rod Argent - pianoforte elettrico, clavicembalo, sintetizzatore, armonie vocali
- Paul Keogh - chitarra elettrica, chitarra acustica
- Lyle Harper - basso
- Roger Pope - batteria
- Tony Burrows - armonie vocali
- Russell Stone - armonie vocali
- Chas Mills - armonie vocali

Tell Me How
- Colin Blunstone - voce
- Paul Keogh - chitarra
- Rod Argent - pianoforte elettrico, sintetizzatore, armonie vocali
- Tom Bartage - sassofono tenore
- Freddie Gandy - basso
- Roger Pope - batteria
- Russ Ballard - armonie vocali

Note aggiuntive
- Gus Dudgeon - produttore
- Registrazioni effettuate al Marquee Studios di Londra, Inghilterra
- Phil Dunne - ingegnere delle registrazioni
- Graham Hughes - design album, fotografie
- Mike Mann - ritocchi
- Keith Jones - tipografia[3]